# Prvenstvo Hrvatske u curlingu 2008./09.
Prvenstvo Hrvatske u curlingu 2009. je četvrto prvenstvo Hrvatske u ovom športu. 
Završnica se održala u Mađarskoj, u Budimpešti, zbog nedostatka nuždnih uvjeta u Hrvatskoj.
Sudjelovalo je 7 sastava, 4 muška i 3 ženska.

### Muška konkurencija
Pobijedio je Zagreb. Doprvak je sastav Visa. Treći su curlingaši Čudnovatog čunjaša-HPB, a četvrta je Legija.
Sudjelovalo je 5 sastava, a u doigravanje su ušle momčadi Čudnovatog čunjaša, Legije, Visa i Zagreba.

### Ženska konkurencija
Pobijedile su curlingašice Silenta. Doprvakinje su curlingašice Zagreba. Treće su curlingašice Crolinga. 
Iako su Silent i Zapruđe imale jednaki omjer pobjeda i poraza i jednaki broj osvojenih igara, naslov je odlučio treći kriteriji, broj osvojenih bodova. Silent je osvojio naslov za 1 bod više.

## Europski kupovi
Prvaci i prvakinje su izborile pravo zastupati Hrvatsku na europskom prvenstvu B divizije koje se održalo u škotskom Aberdeenu.